# دورین مسی
دورین مسی (انگلیسی: Doreen Massey؛ ۳ ژانویه ۱۹۴۴ – ۱۱ مارس ۲۰۱۶) جغرافی‌دان و متخصص علوم اجتماعی بریتانیایی بود. مطالعات و پژوهش‌های وی اغلب در حوزه جغرافیای مارکسیستی، جغرافیای فمینیستی و جغرافیای فرهنگی بود. آثار و مطالعات او در زمینه فضا، مکان و قدرت بر طیف وسیعی از رشته‌ها و زمینه‌های تحقیقاتی مرتبط بسیار تأثیرگذار بوده‌است. وی استاد بازنشسته رشته جغرافیای انسانی در دانشگاه آزاد انگلستان بود.